# Christina Crawford
Christina Crawford (Ponte Vedra Beach, 17 de outubro de 1988), é uma dançarina, locutora e lutadora de luta profissional. Mais conhecida por seu trabalho na WWE, como Caylee Turner.
Ela foi uma participante do Tough Enough, um concurso televisivo que concedeu ao vencedor um contrato da WWE, mas acabou sendo eliminada da competição.

## Carreira

### World Wrestling Entertainment / WWE (2010—2012)

#### Florida Championship Wrestling (2010—2011)
Em junho de 2010, Crawford assinou um contrato de desenvolvimento com a WWE e mais tarde foi mandada ao seu território de desenvolvimento, a Florida Championship Wrestling (FCW). Ela estreou em 8 de julho de 2010, em um concurso de biquíni. Fez sua estreia no ringue em 20 de novembro, sob o nome Caylee Turner, em uma luta de trios com Rosa Mendes e Aksana, sendo derrotadas por AJ Lee, Kaitlyn e Naomi Knight. Em fevereiro de 2011, Crawford foi liberada de seu contrato com a WWE para participar das filmagens da série Tough Enough.

#### Tough Enough (2011)
Em março de 2011, Crawford foi anunciada como uma dos catorze participantes da nova edição do Tough Enough. Em 16 de maio, Christina durante uma luta contra AJ Kirsch machucou o tornozelo. Mais tarde foi levada para o pronto-socorro. No episódio do Tough Enough de 23 de maio, Christina foi eliminada da competição, juntamente com AJ Kirsch.

#### Retorno a Florida Championship Wrestling (2011—2012)
Depois de ser eliminada do Tough Enough, Crawford retornou a FCW. Ela aliou-se a Irena Janjic para enfrentar Audrey Marie e Sonia, mas foi derrotada. No episódio da FCW TV de 7 de agosto de 2011, ela se juntou a AJ e Kaitlyn para derrotar Sonia, Audrey Marie e Raquel Diaz. Em 14 de agosto de 2011, Caylee e Naomi derrotaram Kaitlyn e Audrey Marie. No episódio da FCW TV em 23 de outubro de 2011, Caylee e Kaitlyn foram derrotadas por Cameron Lynn e Naomi. Em um episódio especial da FCW TV em 11 de novembro de 2011, Turner, Leila West e Raquel Diaz foram derrotadas por Audrey Marie, Cameron Lynn e Ivelisse Vélez. Em 13 de novembro de 2011, Caylee e Aksana derrotaram Audrey Marie e Cameron Lynn. No episódio da FCW TV de 25 de dezembro de 2011, Caylee Turner se uniu com Ivelisse Vélez para derrotar a Cameron Lynn e Kaitlyn.
No episódio da FCW de 15 de janeiro, Turner desafiou Audrey Marie pelo Campeonato das Divas da FCW, mas foi derrotada. Em 18 de Março, salvou Audrey Marie e Kaitlyn de um ataque de Sofia Cortez, Paige e Raquel Diaz. Tuner, então, começou uma rivalidade com o AntiDiva Army (Sofia Cortez, Raquel Diaz e Paige), juntamente com Audrey Marie e Kaitlyn. Em 30 de junho, Turner derrou Raquel Diaz para conquistar o Campeonato das Divas. Ela foi demitida da WWE em 14 de agosto de 2012.

## Vida pessoal
Ela é de origem afro-americana e irlandesa. Ela se formou na University of Central Florida, em 2011, onde estudou comunicação interpessoal. Ela tem uma irmã mais velha chamada Victoria, lutadora profissional da WWE sob o nome Alicia Fox.

## No wrestling
- Movimentos de finalização
  - Banana Split (Scissors kick)[2]
  - X-Factor (Sitout facebuster)[15]
- Movimentos secundários
  - Diving crossbody
  - Frankensteiner
  - Snap suplex
  - Leg drop
  - Hair-pull mat slam
  - Wheelbarrow bulldog
- Manager
  - Kaitlyn
- Temas de entrada
  - "Love Disease" por Jim Johnston

## Títulos e prêmios
- Florida Championship Wrestling
  - FCW Divas Championship (1 vez)[19]